# Trivor
El Trivor (en urdu: ترِووُر‎) es uno de los picos de la subcordillera Hispar Muztagh, al oeste de la cordillera del Karakórum, en la región autónoma de Gilgit-Baltistán, en Pakistán.
A menudo se le da la altura de 7728 metros, pero esta elevación no es consistente con evidencias fotográficas. La altura estimada proviene de un mapa topográfico ruso a escala 1:100,000.

## Ubicación
El Trivor está ubicado al oeste de la subcordillera Hispar Muztagh, al norte del glaciar Hispar. La cadena principal de montañas del Karakórum corre del Momhil Sar (7343 m), próximo al noroeste, a la cima del Trivor, y de ahí a la vía noreste del Bularung Sar (de 7134 m) al Distaghil Sar, que es la montaña más alta de la Hispar Muztag ( de 7885 m).
Al norte, el glaciar Momhil fluye hacia el valle de Shimshal. Al este del Trivor y el Bularung Sar, el glaciar Kunyang fluye hacia el sur, hacia el glaciar Hispar. El glaciar Trivor (también llamado glaciar Gharesa) fluye al poniente, en paralelo al valle del río Hispar. Los dos valles están separados por la cresta Gharesa, que se encuentra con el glaciar Kunyang, y se conecta con la arista Sur del Trivor al noreste.

## Historial de ascensos
La primera ascensión a la cima fue lograda en 1960 por una expedición británico-estadounidense. Wylfrid Noyce, líder británico de la expedición, y Jack Sadler, alcanzaron la cima el 17 de agosto. Su ruta los llevó a la arista Noroeste, a la que llegaron desde el sur sobre el glaciar Trivor. Entre el campamento base en el glaciar Trivor y la cumbre, el equipo había instalado seis campamentos de altura.
31 años después, solo hay una ascensión registrada. Un equipo japonés alcanzó el paso entre la arista Noroeste del Trivor, y la arista Sudeste del Momhil Sar, desde el norte sobre el glaciar Momhil. Mientras que Toshifumi Onuki, líder de la expedición, y Atsushi Endo alcanzaron la cima del Trivor por la vía de la arista Noroeste el 30 de agosto de 1991, el equipo que subió por la vía del Momhil Sar fracasó.